# セント・フォース
株式会社セント・フォース（cent. Force CO.,LTD）は、タレント、フリーアナウンサー、キャスター、リポーターなどが所属する芸能事務所。併せて系列（セント・フォース関西など）に所属する人物も掲載。

## 概要
所属する女性タレントはキャスター業やリポーター業を務める者が多く、副業でタレントや女優・雑誌やファッションショーのモデル、YouTuberなどとして活動をする者もいる。
キャスター・アナウンサーや女優以外では、2009年（平成21年）に当時日本ユニシス所属のバドミントン選手だった潮田玲子と、同社第1号となる現役スポーツ選手とのマネジメント契約を結んでいる。
2016年7月5日、関西在住のフリーアナウンサーのマネージメント、育成の強化を目的として、「セント・フォース関西」を設立。活躍の場を広げている。
2024年3月までは男性アナウンサーとのマネジメント契約は行っていなかったが、同年4月に藤井貴彦が設立する個人事務所と業務提携する予定であることが同年1月に発表された。

### cent.FORCE ZONE
2011年（平成23年）7月、プロサッカー選手の宇佐美貴史と当社初となる男性とのマネジメント契約を結び、宇佐美のマネジメントを担当するための新セクション「cent.FORCE ZONE（ゾーン 以下ZONE）」を発足させた。
「ZONE」のメンバーは当初は男性スポーツマンだけだったが、現在は女性も数名が所属しており、「スポーツ・文化人」セクションとしての位置づけをなしている。

## 事務所全体での諸活動
2008年（平成20年）9月5日から3日間、所属キャスターを一堂に会し、比佐廉脚本・演出の朗読劇「SEASONS」の公演を4回にわたって行った。収益は乳癌の初期発見、早期治療を進めるピンクリボンキャンペーンに寄付された。同年12月17日からは「SEASONS」のDVDが、ポニーキャニオンから発売された。
2011年（平成23年）12月11日には、セント・フォース presents Talk & Reading「やわらぎ ～from me to you～」を東京・渋谷区文化総合センター大和田さくらホールにて開催している。
スプラウト社を含む所属キャスター・タレントが大挙出演するテレビ番組などが制作されることがある。
これまでに制作された主な番組などは次の通り。

### テレビ番組
- ファーストクラス（2007年4月 - 9月、tvk）
- おかえり / おかえり ウィークエンド（2014年4月 - 2015年、J:COMテレビ）
- 日替わりセントフォース（2014年10月 - 2015年3月、BSスカパー!）
- 拡散希望!セントフォース（2015年3月30日 - 2016年3月、BSスカパー!）
- NEXCO東日本 Presents「MY BEST WAY」（2019年4月2日 - 2023年3月28日、BSテレ東） - 所属キャスター・タレントが2週交替で出演[11]。

### 動画コンテンツ
- 革命ステーション5+25（LISMO Video オリジナル連続ドラマ、2009年7月6日 - 8月9日配信）
- 女子アナ戦隊セイントフォース（2012年制作・配信）
- セントフォース学園映画研究部（2014年制作・配信）
- セント・フォース ゴルフクラブ（株式会社オールアバウトナビ制作・2023年7月24日 - 配信）[12]

## 関連会社
株式会社フォニックス
- 共同テレビ、セント・フォース、フジテレビの出資によって設立。
- フジテレビ、共同テレビ出身のフリーアナウンサーのマネージメントを行う。

## 子会社
株式会社スプラウト
2012年（平成24年）3月に設立。元々は2009年（平成21年）5月に、セント・フォース内に新しい部門として発足した「cent.FORCE sprout（スプラウト）」が母体。主に大学生を中心とした若手のタレントが所属している。新会社設立と同時に、旧スプラウト部門の所属者は原則転籍扱いとなったが、中にはセント・フォース本体に編入・残留したり、更には大学在学中はスプラウトに移籍、大卒後・または大卒し社会人になってからもしばらくスプラウトに在籍後に再びセント・フォース本体に戻る（実質セント・フォースからスプラウトへの出向に近い）タレントが数人いる。分社後もセント・フォースの完全出資（完全子会社）であるため、携帯サイト・ブログのコンテンツは共有している。

## 所属タレント一覧
2025年4月時点。五十音順。別部門のゾーン所属は別記。カッコ内は元所属放送局または経歴、主な出演番組。

スプラウト社所属タレントは

### あ行
- 相沢礼子（2003年（平成15年）度ミス日本グランプリ）
- 阿部華也子（スプラウト社から転籍、『めざましどようび』メインキャスター、元『めざましテレビ』お天気キャスター）
- 阿部優貴子（旧スプラウト部門→スプラウト社に在籍歴あり、その後CBCアナウンサーを経て、フリー転向で本体に復帰）
- 新井恵理那（当初は旧スプラウト部門、『グッド!モーニング』メインキャスター、『情報7daysニュースキャスター』天気キャスターほか）
- 安藤咲良（スプラウト社から転籍）
- 安藤幸代（元共同テレビほか）
- 池田穂乃花（スプラウト社から転籍）
- 石井祐里枝（元北海道文化放送、メーテレ契約）
- 石山愛子（元北海道放送）
- 磯貝初奈（気象予報士、スプラウト社に在籍歴あり、元『NEWS ZERO』初代お天気キャスター、その後中京テレビアナウンサーを経て、フリー転向で本体に復帰）
- 井田寛子（気象予報士、元『ニュースウオッチ9』→元『あさチャン!』気象キャスター）
- 市村紗弥香（気象予報士、『news zero』お天気キャスター）
- 伊藤京子（スプラウト社から転籍）
- 伊藤弘美（元テレビ静岡）
- 伊藤友里（グリーンチャンネル・地方競馬中継のキャスターほか）
- 今井美桜（スプラウト社から転籍）
- 今川菜緒（元岡山放送）
- 岩崎千明
- 岩垂かれん（元スノーボード競技選手）
- 上杉桜子（元岡山放送）
- 上野愛奈（元TBS NEWSキャスター、『はやドキ!』木曜サブキャスター）
- 上野優花（旧スプラウト部門→スプラウト社から復帰、グリーンチャンネル・地方競馬中継の司会、『ZIP!』2代目お天気キャスター）
- 潮紗理菜（元日向坂46）
- 薄田ジュリア（元石川テレビ、『報道ランナー』月 ｰ 木曜サブキャスター）
- 梅田陽子（グリーンチャンネル・中央競馬中継東京・中山パドック担当キャスター）
- 江連裕子（元日経CNBCキャスター）
- 大石恵
- 大澤亜季子（『めざましどようび』3代目お天気キャスター、元WOWOW専属アナウンサー）
- 太田景子（気象予報士、『サンデーLIVE!!』気象情報キャスター）
- 大堀結衣（元愛媛朝日テレビ→北海道放送→スターダストプロモーション）
- 岡副麻希（スプラウト社から転籍、元『めざましどようび』スポーツ担当）
- 岡田朋峰（2019年度ミス・インターナショナル日本代表。2020年にスプラウトからデビュー。大卒後の2021年に左記から転籍）
- 岡安弥生（『羽鳥慎一モーニングショー』リポーター）
- 沖田愛加（元お天気キャスター）
- 小澤瞳（元ジョイスタッフ→静岡第一テレビ）
- 小野彩香（『めざましテレビ』6代目お天気キャスター、元『ももち浜S 特報ライブ』キャスター→元『ももち浜ストア』＆『福岡NEWSファイル CUBE』レポーター、海外留学中）
- 小野寺結衣（旧スプラウト部門→スプラウト社に在籍歴あり、事務所OGで元日本テレビ・小野寺麻衣の妹、『はやドキ!』月曜サブキャスター）

### か行
- 皆藤愛子（CBCテレビ『ゴゴスマ -GO GO!Smile!-』月曜キャスター、元『めざましテレビ』お天気キャスター他、『めざましどようび』メインキャスター、『めざましテレビ アクア』キャスターほか）
- 勝恵子（元『ニュースステーション』キャスター）
- 金井亜佐子（元TBS NEWSキャスター）
- 釜井美由紀（元テレビユー福島契約アナウンサー→TBSスパークルキャスター室、元TBS NEWSキャスター）
- 上村さや香（日本大学芸術学部・音楽学科助教・シンガーソングライター（「kamin」名義））
- 刈川くるみ
- 川田裕美（元読売テレビ、元『情報ライブ ミヤネ屋』サブキャスター、『1周回って知らない話』アシスタントほか）
- 川又智菜美（元RSK山陽放送、元『日テレNEWS24』キャスター、現在WOWOWに派遣）
- 神田愛花（元NHK、元『めざにゅ〜』メインキャスター、バナナマン･日村勇紀夫人）
- 神田れいみ
- 北川彩（スプラウト社から転籍、現在静岡朝日テレビに派遣）
- 久下真以子（元NHK高知・NHK札幌契約）
- 草野満代（業務提携、元NHK・TBS契約）
- 久保円華（元テレビ高知、現在静岡朝日テレビに派遣）
- 栗原由佳（元プロ野球選手 岡島秀樹の夫人）
- 栗原里奈（タレント・女優の栗原里奈とは同姓同名の別人）
- 黒住祐子
- 黒田菜月（気象予報士『首都圏ネットワーク』お天気リポーター）
- 具嶋柚月（元山口朝日放送→とちぎテレビ→TBSスパークルキャスター室、TBS NEWSキャスター）
- 神田朝香（スプラウト社から転籍）
- 小菅晴香（元北海道文化放送、『Oha!4 NEWS LIVE』女性ニュースキャスター）
- 小林茉里奈（元AKB48・元福岡放送）
- 近藤さや香（元SDN48）
- 後藤晴菜（元日本テレビアナウンサー）
- 後藤楽々（元SKE48、スプラウト社から移籍、『Oha!4 NEWS LIVE』女性カルチャーキャスター）

### さ行
- 齋藤菜月（スプラウト社から転籍、元『ZIP!』ファミリー）
- 齊藤七夏瑚
- 酒井美帆（元テレビ新潟、国際報道2020キャスター）
- 榊菜美（元北海道文化放送、元『Oha!4 NEWS LIVE』気象予報士）
- 笹井千織（関西部門から転籍、元日本テレビアナウンサー・篠原光夫人）
- 坂口佳穗（元ビーチバレー選手）
- 佐々木もよこ
- 佐藤友香（『日経CNBC』キャスター）
- 塩川菜摘（スプラウト社から転籍、AbemaNewsキャスター）
- 潮田玲子（元バドミントン選手、現役時はマネジメント契約、元『日本ユニシス実業団バドミントン部』ほか所属、元プロサッカー選手･増嶋竜也夫人）
- 色紙千尋（スプラウト社から転籍、グリーンチャンネル・競馬キャスター）
- 柴田阿弥（元SKE48）
- 柴田文子（元東北放送スポーツ記者→NHK福岡放送局契約キャスター→TBSスパークルキャスター室、TBS NEWSキャスター）
- 島ひとみ
- 新内眞衣（元乃木坂46）
- 新名真愛（元青森テレビ→TBSスパークルキャスター室、TBS NEWSキャスター）
- 杉浦みずき（関西部門から転籍、『サンデーモーニング』サブキャスター）
- 杉崎美香（元信越放送、『めざにゅ〜』初代メインキャスター）
- 鈴木美穂（業務提携）
- 鈴木理香子（元青森朝日放送→中京テレビ、『日テレNEWS24』キャスター）
- 鷲見玲奈（元テレビ東京）
- 角田華子（『めざましテレビ』初代お天気キャスター、現在は福岡県在住）
- 曽田麻衣子（『めざましテレビ』「ココ調」レポーター、『めざましどようび』6代目お天気キャスター）

### た行
- 高木由梨奈（スプラウト社から転籍）
- 高野萌（元東日本放送）
- 髙𣘺彩（元NHK新潟放送局契約キャスター→TBSスパークルキャスター室）
- 高橋幸（元鹿児島テレビ、『TBS NEWS』キャスター）
- 髙橋真帆
- 高橋万里恵
- 瀧口友里奈（当初は旧スプラウト部門）
- 滝本沙奈
- 竹内紫麻
- 田﨑さくら（スプラウト社から転籍）
- 田中麻耶（元メーテレ、『日テレNEWS24』キャスター）
- 谷尻萌（スプラウト社から転籍）
- 玉木碧（旧スプラウト部門→スプラウト社から復帰、同社在籍時にデビュー、元『Oha!4 NEWS LIVE』月 - 水エンタメキャスター）
- 千葉真由佳
- 津島亜由子
- 辻満里奈（元RKB毎日放送）
- 土谷映未（元山梨放送、元『日テレNEWS24』キャスター）
- 堤友香（『CSプロ野球ニュース』キャスター、元福島テレビ）
- 寺田ちひろ（当初は旧スプラウト部門、『日テレNEWS24』キャスター）
- 徳田琴美（元山口放送→TBSスパークルキャスター室、元NHK BSニュースキャスター、TBS NEWSキャスター）
- 戸田山貴美（元長野放送）

### な行
- 中井亜希（元NHK、一時離籍していた）
- 中岡由佳（元ジョイスタッフ）
- 中川絵美里（スプラウト社から転籍、『Jリーグタイム』キャスター、『Oha!4 NEWS LIVE』スポーツ担当キャスター）
- 長久保智子（元福島テレビ）
- 中澤有美子（元テレビ信州）
- 中島静佳（元札幌テレビ）
- 中田エミリー（元新潟総合テレビ）
- 中田有紀（元青森放送、『ゴゴスマ -GO GO!Smile!-』月曜などのアシスタント<休業中>、元『Oha!4 NEWS LIVE』キャスター）
- 中山美香（元テレビ愛知、『スッキリ!!』リポーター）
- 長野美郷（『めざましテレビ』5代目お天気キャスター→『めざましどようび』メインキャスター）
- 奈良岡希実子（『情報ライブ ミヤネ屋』木曜担当お天気キャスター）
- 西尾由佳理（元日本テレビ、CM『シュミテクト』）

### は行
- 羽田優里奈（元舞夢プロ）
- 八田亜矢子
- 林佑香（スプラウト社から転籍）
- 原千晶（元テレビ山口、タレント・女優の原千晶とは同姓同名の別人）
- ハードキャッスル エリザベス（元山梨放送、元『ONE MORNING』パーソナリティ）
- 馬場ももこ（元テレビ金沢）
- 深澤朝香（元山口放送→テレビ北海道→TBSスパークルキャスター室、TBS NEWSキャスター）
- プリシラ彩華（スプラウト社から転籍）
- 廣岡璃奈（元青二プロダクション、専属アナウンサー）
- 穂川果音（気象予報士、『ABEMA Prime』気象キャスター）
- 堀江聖夏（スプラウト社から転籍）
- 本多小百合（元中京テレビ、元『Oha!4 NEWS LIVE』水 - 金ニュース担当キャスター）

### ま行
- 真壁京子（業務提携、ウェザーマップ所属、気象予報士）
- 松本あゆ美（元ウェザーニューズ）
- 三上萌々（元テレビ高知→TBSスパークルキャスター室、TBS NEWSキャスター）
- 三宅絹紗（元岩手めんこいテレビ）
- 武藤彩芽（元ウェザーニューズ）
- 望月理恵（2021年よりセント・フォース取締役、『2代目ズームイン!!サタデーMC、元『チャンネル生回転TV Allザップ!』火曜・木曜司会者）
- 森千晴（スプラウト社から転籍）
- 森藤恵美（元青森テレビ、『OH! HAPPY MORNING』月・火曜パーソナリティ）
- 森本智子（元テレビ東京）

### や行
- 柳沼淳子（元『DREAM競馬』司会者）
- 八幡美咲（元熊本県民テレビ、元広島ホームテレビ）[13]
- 山岡三子（元宝塚歌劇団、初代『ズームイン!!サタデー』女性キャスター）
- 山神明理
- 山口清香
- 山﨑加奈（元静岡放送→TBSスパークルキャスター室、TBS NEWSキャスター）
- 山田玲奈（1997年（平成9年）度ミス慶應）
- 山本萩子（スプラウト社から転籍）
- 山本里菜（元TBS）
- 吉川七瀬（元AKB48）
- 吉田恵（『めざましテレビ』2代目お天気キャスター）
- 吉田奈央（旧スプラウト部門→スプラウト社から復帰、読売テレビアナウンサーとは同姓同名の別人。2020年3月、派遣先の南海放送を退職）
- 吉田悠希（スプラウト社から転籍）
- 吉田玲奈（LION生コマーシャル）
- 吉竹史（元毎日放送、元『Oha!4 NEWS LIVE』月・火ニュース担当キャスター）
- 吉年愛梨（元青森放送、元WOWOW）
- 吉村優（元秋田放送）
- 米澤かおり（元岩手めんこいテレビ、TBS NEWSキャスター）

### わ行
- 鷲尾春果（元『Oha!4 NEWS LIVE』キャスター、辻岡義堂夫人）
- 渡部有（元テレビユー山形）
- 渡辺蘭（『元週刊まるわかりニュース』気象キャスター。気象関係のみウェザーマップがマネジメント）

### 業務提携
- 藤井貴彦（元日本テレビ）
- 直川貴博（元福島中央テレビ）

### ZONE

#### スポーツ選手
- 五十嵐圭（プロバスケットボール選手、マネジメント契約、『新潟アルビレックスBB』所属）
- 石井更紗（ショートトラックスピードスケート）
- 栗原文音（バドミントン選手、業務提携）
- 早川優衣（BMXライダー、千鳥・ノブの姪[14]）
- 安井友梨（ボディービルダー、ビキニ・フィットネスアスリート）

#### 文化人
- 阿部優貴子（元CBCテレビ）
- 池上紗織（ソイフード料理研究家　池上真麻の実妹）
- 池上真麻（旧姓：青木。以前は本体のメンバーで一時退社するが、復帰の際「フラワーデザイナー」としてゾーン部門に所属）
- 内田敦子（元東日本放送、『Oha!4 NEWS LIVE』エンタメキャスター、元『BSイレブン競馬中継』日曜日アシスタント フリーアナ転向後本体メンバーだったが、ゲームソフトメーカー・セガに就職後は文化人扱いでゾーン部門に業務提携という形で移籍）
- 川村優希（医師。スプラウト社から転籍）
- 河野ゆかり（スプラウト社から転籍）
- 椎木彩乃（歯科医師）
- 杉田伊織（歯科医師）
- 中臺孝樹（プロデューサー兼メディアクリエイター）
- 早田悠里子（メディカルドクター）
- 横山莉奈（メディカルドクター）
- Shaula Vogue（シャウラ・ヴォーグ。テレビ・ラジオパーソナリティー）

#### アーチスト
- 小泉奈美（バイオリニスト）
- 新倉瞳（チェリスト）
- 渡邉香織（イラストレーター）

### セント・フォース関西
2025年4月現在
- 足立理紗
- 伊東玲衣
- 大山喜千
- 風間友里加
- 蜂谷桃華
- 花田愛実
- 福田真鈴
- 宮本李菜
- 村上朝香
- 矢尾板萌
- 山本瑠香（元・AKB48チーム8 和歌山県代表/チームB兼任）

## 過去に所属していた人物

### 株式会社スプラウトへ転籍
※セント・フォース本体に復帰した人物を除く
- 梅澤亜季
- 小山愛理
- 佐藤メリサ
- 高橋明日香
- 森千晶

### 放送局アナウンサー・記者へ
- 相内優香（現：テレビ東京）
- 東留伽（関西部門所属、現：朝日放送テレビ）
- 石崎佳代子（元テレビ愛媛、その後福岡放送）
- 市場里奈（関西部門所属、テレビ新広島→ジョイスタッフ）
- 井上清華（現：フジテレビ）
- 梅津弥英子（所属当時は「高石百合子」、現：フジテレビ）
- 大谷舞風（関西部門所属、現：NHK）
- 小野寺麻衣（その後日本テレビ、元・プロ野球選手 高橋由伸夫人。子育てのため事実上活動休止）
- 岸田麻未（現：久保井朝美。所属当時スプラウト部門、その後長野放送→生島企画室→ウェザーマップ）
- 久下香織子（現：FNNニューヨーク支局）
- 小林悠（所属当時は「小林はるか」。その後TBSに入社し、同局退社後は活動休止を経て「アンヌ遙香」名義で活動）
- 高木晴菜（関西部門所属、現：テレビ西日本）
- 瀧口麻衣（関西部門所属、現：日本テレビ）
- 田中友梨奈（関西部門所属、現：関西テレビ）
- 檜垣すみれ（関西部門所属、現：FBS福岡放送）
- 出水麻衣（現：TBS）
- 西田杏優（関西部門所属。現：テレビ新広島）
- 橋本和花子（関西部門所属、現：関西テレビ）
- 藤島昌子（その後北海道文化放送）
- 本田朋子（その後フジテレビ→現：フォニックス）
- 丸岡いずみ（元北海道文化放送、その後日本テレビ報道局→ホリプロ→ 現：シンクバンク）
- 保田有希（その後テレビユー福島）
- 若林有子（関西部門所属、現：TBS）
- 吉岡恵麻（関西部門所属、現：フジテレビ）
- 吉村恵里子（現：TBS）

### 移籍・独立など
☆は2006年10月発行「人気女子アナ公式ファイル」（学習研究社刊）において、セント・フォース所属として掲載されていた人物。当項のほか、Category:セント・フォースを参考のこと。
- 相川梨絵☆（元共同テレビ）
- 青山絵美☆（元テレビ山梨）
- 芥田愛菜美（関西部門）
- 明河尚美
- 浅葉彩（元テレビ信州）
- 阿部まりな
- 荒木麻里子（元静岡放送、→舎鐘→静岡協同エージェンシー）
- 安藤あや菜（元青森テレビ）
- 生駒夕紀子（元東北放送、→ニチエンプロダクション）
- 石川葉子☆
- 石塚瞳（スプラウト社→関西部門）
- 石山智恵☆（元NHK契約）
- 伊藤由希子☆
- 伊藤里絵☆（元テレビ新広島）
- 今井優里（関西部門）
- 今山佳奈☆
- 岩渕梢☆（元九州朝日放送、→ライムライト）
- 上野ゆい
- 宇佐美蘭（当初は旧スプラウト部門、旧姓・田井中、プロサッカー選手 宇佐美貴史夫人）
- 内田有紗（元テレビ信州）
- 内田雪絵（関西部門）
- 雲野右子☆
- えがわさゆり（元NHK高知・NHK福岡契約）
- 江崎友基子☆
- 大久保涼香（元岩手めんこいテレビ、元WOWOW専属）
- 大滝奈穂☆（元広島テレビ、→ニチエンプロダクション）
- 大林奈津子☆
- 小川まどか☆（→シー・フォルダ）
- 小川友佳☆
- 尾崎朋美（業務提携、ウェザーマップ所属、元秋田放送）
- 小尾かなよ
- 甲斐まり恵☆（→J&J →オスカープロモーション）
- 掛貝梨紗（元『Oha!4 NEWS LIVE』お天気キャスター）
- 河西歩果（スプラウト社から転籍）
- 片桐千晶（元秋田テレビ、→グリーンメディア）
- 加藤あおい（スプラウト社→関西部門）
- 加藤ゆり（元『ZIP!』ファミリー）
- 香屋ルリコ（旧芸名・賀陽瑠璃子、旧スプラウト部門→一時スプラウト社に在籍）
- 河島未怜（→ジョイスタッフ）
- 汾陽麻衣（元NHK鹿児島契約、→ホリプロ）
- 河原林玲梨（関西部門）
- 神田妃菜（関西部門）
- 菊地舞美（元東北放送）
- 鬼頭あゆみ☆（元東海テレビ契約）
- 児玉多恵子☆
- 小林舞（関西部門）
- 小林麻耶（元TBS、小林麻央の姉、→活動休止を経て生島企画室）
- 小林茉鈴（関西部門）
- 小林陽子☆
- 小菅麻里（元体操選手）
- 斎藤ゆき（一時離籍していた）
- 坂井汐梨
- 坂本祐祈（→ヒラタオフィス）
- 佐藤まり江（→ホリプロ）
- 沢えりか☆
- 柴田奈津子（大学時代に一時所属した後、岡山放送の局アナを経て再び所属）
- 柴山延子☆（→TBSスパークル→圭三プロダクション）
- 志水洋美☆
- 清水明花（→草野仁事務所）
- 清水玲花（関西部門）
- 白石海夕希（所属当時は「矢玉みゆ紀」、元テレビ東京）
- 新保かずみ☆
- 菅原美千子（元仙台放送、→グリーンメディア）
- 杉浦舞☆（→TBSスパークル）
- 住田さくら（関西部門）
- 高倉雅（関西部門）
- 高橋志保（2004年（平成16年）TBS駒田健吾アナと結婚するも、2006年（平成18年）離婚）
- 高田昌美☆
- 高見侑里（『めざましどようび』5代目お天気→芸能キャスター、『めざにゅ〜』情報キャスター、『BSイレブン競馬中継』土曜日キャスターなど）
- 竹内優美（元四国放送・元テレビ大阪）
- 竹村優香（元テレビ金沢）
- 谷川晴菜（関西部門）
- 玉利かおる
- 鶴田咲（関西部門）
- 寺岡望美（→生島企画室）
- 戸塚貴久子☆（元テレビ静岡、→圭三プロダクション）
- 中川祐子☆（気象事業会社勤務→オフィスコットン）
- 中澤麗華☆
- 中島多圭子（現在は映像作家）
- 中野瑞希（スプラウト社から転籍）
- 仲間由依（関西部門）
- 長野静（旧スプラウト部門→一時スプラウト社に在籍）
- 半井小絵（気象予報士、元NHK専属気象キャスター）
- 成嶋早穂（元東海テレビ、→アワーソングスクリエイティブ、プロ野球選手前田健太選手夫人）
- 西澤愛華（関西部門）
- 西田梨香（関西部門）
- 西川史子（→ホリプロ。女医、コメンテーター）
- 野澤美仁
- 袴田彩会（元東北放送、TBS NEWSキャスター、姉はグラビアタレントの葉加瀬マイ）
- 林恵子（元静岡放送、プロ野球選手 松中信彦夫人。福岡県在住）☆
- 原英里奈（大学時代に一時所属。元仙台放送）
- 原元美紀（元CBC、現在はフリーで活動）
- 東垣杏奈（関西部門）
- 平井愛弓（関西部門）
- 平松あゆみ（元フジテレビ）☆
- 樋渡香保
- 福田成美（スプラウト社から転籍、元『グッド!モーニング』サブキャスター）
- 藤中里緒（関西部門）
- 舟橋明恵（元四国放送、元『日テレNEWS24』キャスター）
- 細野由華（元『王様のブランチ』リポーターほか）
- 堀友理子（元朝日放送、→TAP→生島企画室）
- 堀切沙織
- 増井なぎさ（元読売テレビ、→生島企画室）
- 松本美紅（関西部門）
- 松山香織（元CBCテレビ、現在はフリージャーナリスト）
- 真鍋咲紀（関西部門）
- 三浦聡子☆
- 三浦茉莉（元東海テレビ）
- 御影倫代（元長野放送）
- 水沢はるか
- 美濃岡洋子☆（→ウェザーマップ）
- 美馬怜子（→スカイコーポレーション→ミューン）
- 向井佐都子☆（元福島テレビ）
- 村上知奈美☆
- 村瀬美希（→TCPアーティスト）
- 森山るり（→テイクオフ→A-PLUS）
- 諸岡なほ子（『世界・ふしぎ発見!』ミステリーハンター、シンガーソングライター）
- 八木依子
- 谷中麻里衣（2011年（平成23年）度ミス日本グランプリ、旧スプラウト部門→スプラウト社から復帰）
- 山内木の実（→シー・フォルダ）
- 山越紀子
- 山元香里（元福島テレビ）
- 山本志織（→ライフビジネスウェザー）
- 結城香織（スプラウト社から転籍）
- 用稲千春（元東日本放送、元プロ野球選手 二岡智宏の夫人）☆
- 米田やすみ☆（元山形テレビ、→ホリプロ）
- 渡辺ひと美☆
- 若林理紗（元山陰中央テレビ、『日テレNEWS24』キャスター）

### 元スプラウト（2012年2月まで）
上掲メンバー以外。スプラウトの当該項目も参照。
- 宇田川玲
- 海藤由理
- 佐伯璃沙（現在は「彩木里紗」に戻す）
- 本多麻衣
- 山野瑞季

### 元ZONE
- 伊藤和磨（メディカルトレーナー、元プロサッカー選手）
- 宇佐美貴史（プロサッカー選手、マネジメント契約、『ガンバ大阪』所属　当社「男性タレント第1号」）
- 岡島秀樹（プロ野球選手、所属当時マネジメント契約）
- 鈴木啓太（プロサッカー選手　元『浦和レッドダイヤモンズ』所属→2016年よりサッカー解説者）
- 前田拓摩（医師）
- 増嶋竜也（プロサッカー選手、マネジメント契約、『柏レイソル』所属）
- 岩渕真奈（女子サッカー選手　INAC神戸レオネッサ所属　「ゾーン」所属の女性スポーツ選手第1号）
- 末吉里花（以前は本体のメンバーだったが、その後「オーガニックコンシェルジュ」としてゾーン部門に異動）
- 安田衣里（ビーチバレーボール選手、2014年度ミス・ワールド準日本代表）

### 引退・活動休止
- 浅賀優美（旧スプラウト部門→スプラウト社から復帰）
- 伊東紗冶子（スプラウト社→関西部門）
- 伊藤綾子（元秋田放送）
- 小正裕佳子（業務提携、元NHK、元『NEWS ZERO』サブキャスター）
- 高樹千佳子（『めざましテレビ』3代目お天気キャスター、現在はNECグループのフォーネスライフ勤務）☆
- 牧野結美（元静岡朝日テレビ、『めざましテレビ』リポーターほか）
- 松岡洋子☆
- 山縣苑子☆
- 山岸舞彩（2006年東レ水着キャンペーンガール、元『NEWS ZERO』サブキャスターほか）

### 故人
- 黒木奈々（元毎日放送報道局、在籍中の2015年9月19日死去）
- 小林麻央（市川海老蔵の妻、小林麻耶の妹、元『NEWS ZERO』キャスター、在籍中の2017年6月22日死去）

## 脚註
1. ↑  2012年現役引退
2. ↑  “セント・フォースが新部門設立 関西拠点に“金の卵”発掘&育成へ”. ORICON STYLE. (2016年7月5日) 2016年7月5日閲覧。
3. ↑  同年3月末で日本テレビ放送網を退社。
4. ↑  “日テレ藤井貴彦アナ、４・１付で「セント・フォース」と業務提携 同事務所の男性アナ第１号に”. サンケイスポーツ (2024年1月22日). 2024年1月24日閲覧。
5. ↑  “3月末で日本テレビ退社の藤井貴彦アナ 個人事務所設立、セント・フォースと業務提携へ”. スポーツニッポン (2024年1月22日). 2024年1月24日閲覧。
6. ↑  宇佐美、美女アナ軍団入り! 初の男性契約 アーカイブ 2012年2月10日 - ウェイバックマシン サンケイスポーツ 2011年7月26日閲覧
7. ↑  なお、過去当社に属していた小菅麻里は体操選手の現役引退後にキャスターとして所属していた。潮田も「ZONE」発足後も引き続きセント・フォース本体のメンバーである
8. ↑  多くは、セント・フォースグループに所属する女性タレントを妻に持つ選手。過去に属していた伊藤和磨も元Jリーガーだったが、現職がメディカルトレーナーであるため、文化人扱いとして掲載された。
9. ↑  女性タレントについては、岩渕真奈が所属するまでは文化人のみであり、一部人物を除きいずれも元々はセント・フォース本体の所属タレントであった。のちにヴァイオリニスト等プロの音楽家も加わる
10. ↑  人気キャスター総出演 夢の舞台『シーズンズ』がDVDに アーカイブ 2008年12月8日 - ウェイバックマシン ポニーキャニオン
11. ↑  NEXCO東日本 Presents「MY BEST WAY」
12. ↑  "鷲見玲奈を部長に、ゴルフ好きのセント・フォースアナウンサー達が集合！ "初心者＆女性向け"ゴルフコンテンツ「セント・フォース ゴルフクラブ」 ～YouTube、Instagram、TikTokにて本日より配信開始～". PR TIMES（配信提供：株式会社オールアバウト）. 株式会社PR TIMES. 2023年7月24日. 2023年7月26日閲覧。
13. ↑  “八幡美咲 | 株式会社 セント・フォース”. www.centforce.com. 2023年5月1日閲覧。
14. ↑  千鳥ノブのめい、早川優衣はクセはないけど、ガッツすごいんじゃ　セント・フォース所属初インタビュー（1/2ページ）,サンケイスポーツ,2023年2月13日
15. ↑  “cent.Force 関西 | 株式会社 セント・フォース”. www.centforce.com. 2025年4月8日閲覧。